# Meteon
Meteon vagy Medeon (ógörög írásmódja nem ismert; latin Medione) az ókori Illíria egyik illírek lakta erődített települése volt a mai Montenegró területén. Erődítése az i. e. 168. évi harmadik római–illír háborúban fontos szerepet játszott.

## Fekvése és története
Az egykori Meteon Illíria déli részén, a labeátok szállásterületének északi peremvidékén, a Szkodrát Rhizónnal összekötő út mentén terült el. Romjai a mai Montenegróban, Medun település határában, a magasabban fekvő Gornji Medunnál emelkedő Ilija-hegyen (Ilija vrh) találhatóak.
Bár a történeti források csupán a harmadik római–illír háború (i. e. 168) kapcsán említik Meteon nevét, a ciklopfalazású hellenisztikus illír városfal analógiája alapján a történészek úgy vélik, az erődítés az i. e. 4. századtól élte virágkorát. Eredetileg a labeátok fallal védett települése lehetett, amely az i. e. 2. századra Lisszosz és Szkodra mellett az Illír Királyság ardiata uralkodóinak egyik jelentős erődítése lett. A régészek a közelben, Donji Medunnál korabeli halomsírokat is feltártak. Jelentőségére utal, hogy a Római Köztársaság ellen háborúzó Perszeusz makedón király követe Meteonban kereste fel az illírek uralkodóját, Genthioszt, hogy a rómaiak elleni makedón–illír szövetséget megpecsételjék. A háború későbbi szakaszában Genthiosz féltestvére, Karavantiosz Meteonból szervezte a rómaiak elleni harcot, és végül itt is került a háborút megnyerő rómaiak kezére Genthiosz feleségével és gyermekeivel együtt. Az i. e. 2. század közepétől a források nem említik többé Meteon nevét.

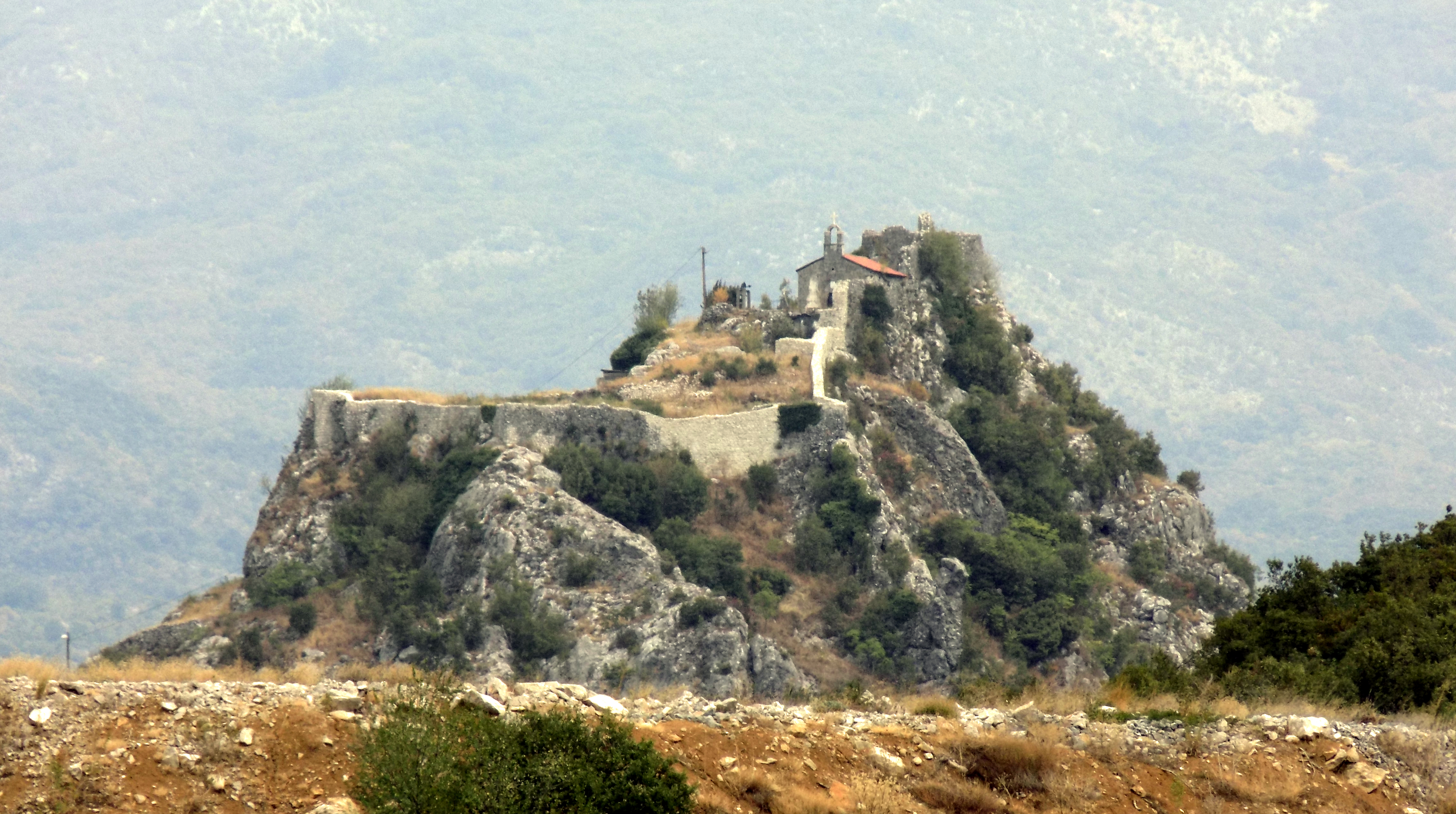
A Meteon helyén álló erőd maradványai. A templom mellett Marko Miljanov montenegrói katonai vezető, politikus és író sírja

Rendszeres régészeti ásatásokra mindmáig nem került sor a romváros területén, de az egykori városfal alapjai még láthatóak. Az akropolisz területén a középkorban templom épült.